# Windows 11
| Windows /笔记本电脑操作系统市占率統計  | Windows /笔记本电脑操作系统市占率統計 | Windows /笔记本电脑操作系统市占率統計 | Windows /笔记本电脑操作系统市占率統計 | Windows /笔记本电脑操作系统市占率統計 |
| -------------------------------------- | ------------------------------------- | ------------------------------------- | ------------------------------------- | ------------------------------------- |
|                                        |                                       |                                       |                                       |                                       |
| Windows 10                             | Windows 10                            |                                       | 54.23%                                | 54.23%                                |
| Windows 11                             | Windows 11                            |                                       | 42.66%                                | 42.66%                                |
| Windows 7                              | Windows 7                             |                                       | 2.22%                                 | 2.22%                                 |
| Windows XP                             | Windows XP                            |                                       | 0.33%                                 | 0.33%                                 |
| Windows 8.1                            | Windows 8.1                           |                                       | 0.28%                                 | 0.28%                                 |
| Windows 8                              | Windows 8                             |                                       | 0.24%                                 | 0.24%                                 |
| 其他                                   | 其他                                  |                                       | 0.05%                                 | 0.05%                                 |
|                                        |                                       |                                       |                                       |                                       |
| 根据2025年3月StatCounter統計数据制作。 |                                       |                                       |                                       |                                       |

Windows 11是微軟於2021年推出的電腦作業系統，屬於Windows NT系列，為Windows 10的後繼者。正式版本於2021年10月5日發行，並開放給符合條件的Windows 10設備透過Windows Update免費升級。
Windows 11對於受到已取消的Windows 10X影響的Windows shell進行主要更改，包括重新設計的開始功能表、工作列上單獨的「小工具」面板取代「動態磚」、從工作列創建以群組能最小化和恢復的編排視窗，以及從Xbox Series X/S繼承的新遊戲技術，例如兼容硬件上的Auto HDR和DirectStorage。Internet Explorer被基於Blink排版引擎的Microsoft Edge取代，而Edge的IE模式保留了IE的核心，Microsoft Teams則被整合至Windows shell中。微軟還宣布計劃讓通過Microsoft Store發布的軟件提供更大的靈活性。
Windows 11是微軟首個僅提供64位元版本，不提供32位元版本的Windows，出於安全考慮，Windows 11的系統需求比Windows 10有所提高。微軟僅支援使用英特爾酷睿第8代或更新的處理器（極少數的第7代處理器例外）、AMD Zen+或更新的處理器及高通驍龍850或更新的處理器的設備。Windows 11專為UEFI安全開機和可信平台模块（TPM）2.0支援而構建。雖然Windows 11可以安裝在不受支援的處理器上，但微軟並不保證其更新的可用性及安全性。此外，Windows 11也不再支援IA-32架構或使用BIOS固件的設備。
Windows 11自發布後收到的評價褒貶不一。關於該作業系統預發行的報導主要集中在其更嚴格的硬件需求上：討論這些需求是否能夠合理的提高Windows的安全性，還是促進用戶購買新設備的營銷策略，以及淘汰這些舊設備所產生的電子垃圾。發行後，Windows 11因其改進的視覺設計、視窗管理和更加注重安全性而獲得正面評價，但因其用戶界面方面的部份修改而受到批評。

## 開發歷史
2015年5月，在微軟Ignite開發者大會上，該公司高層主管傑瑞·尼克遜曾表示Windows 10將是“Windows的最后一個版本”，微軟確認這一聲明是“反映”他們的觀點。Windows 10被認為是一種隨著時間的推移會發布新的構建和更新的服務。然而在2021年1月微軟發布一份涉及“全面復興”Windows的招聘職位列表後，引發大眾對新版本或重新設計Windows的猜測。這一新版本的代號為“太陽谷（Sun Valley）”，旨在重新設計使系統的用戶界面現代化。

### 發展
2021年5月25日，在Microsoft Build 2021開發者大會上，微軟執行長薩蒂亞·納德拉在主題演講中表示下一代Windows很快會揭曉。在納德拉發表主題演講的一周後，微軟宣布於2021年6月24日美國東部時間上午11點開始舉行Windows特別活動。微軟還在YouTube發布了一段11分鐘的Windows啟動聲音影片。許多人推測該活動和Windows啟動聲音影片指的是名為“Windows 11”的作業系統。
2021年6月24日，Windows 11在微軟產品長帕諾斯·帕奈所主持的特別活動中被正式發布。而在執行長納德拉看來，Windows 11是一種“對作業系統的重新構想”。在同一天的另一場以開發人員為中心的活動中，討論了與開發人員相關的更多詳細內容，如重新設計的Microsoft市集，新的Windows應用程式SDK（代號為Project Reunion）以及新的流暢設計等。

### 發布
2021年6月15日，據稱為Windows 11的測試版在網路上洩露，其中顯示的界面類似於已取消的Windows 10X，以及重新设计的OOBE开箱体验和Windows 11标志。微軟隨後證實了洩露的測試版的真實性，產品長帕奈表示這是一個「早期的奇怪組建」。
在同年6月24日的媒體活動中，微軟宣布Windows 11將在2021年底發行，但是具體的日期並沒有給出。並隨著發行後開放給符合條件的Windows 10設備透過Windows Update免費升級。6月28日，微軟向Windows測試人員計畫的用户釋出了Windows 11的第一個預覽版本和SDK。
2021年8月31日，微軟宣布Windows 11於2021年10月5日發行。將分批陸續為符合條件的新設備提供升級。微軟預計該推出將持續至2022年年中。
自2021年10月5日起分批陸續發行正式版更新，符合條件的設備可以通過Windows 11安裝助手應用程式（Windows 10的媒體創建工具的後續版本，也可以生成ISO映像或USB安裝媒體）或透過Windows更新就地升級獲得。
微软于2024年11月22日向Windows Insider成员推送了开发版本26120.2415，开始向具有Snapdragon芯片的Copilot+ PC用户提供Recall功能，并再次强调了安全相关的问题。随后在11月6日发布的开发版本26120.2510中，将Recall功能的范围扩展到具有符合要求的AMD和Intel芯片的设备上，一同推出的还有“画图”软件中的Cocreator，“照片”软件中的Restyle Image和Image Creator，以及Click to Do功能。

## 特色

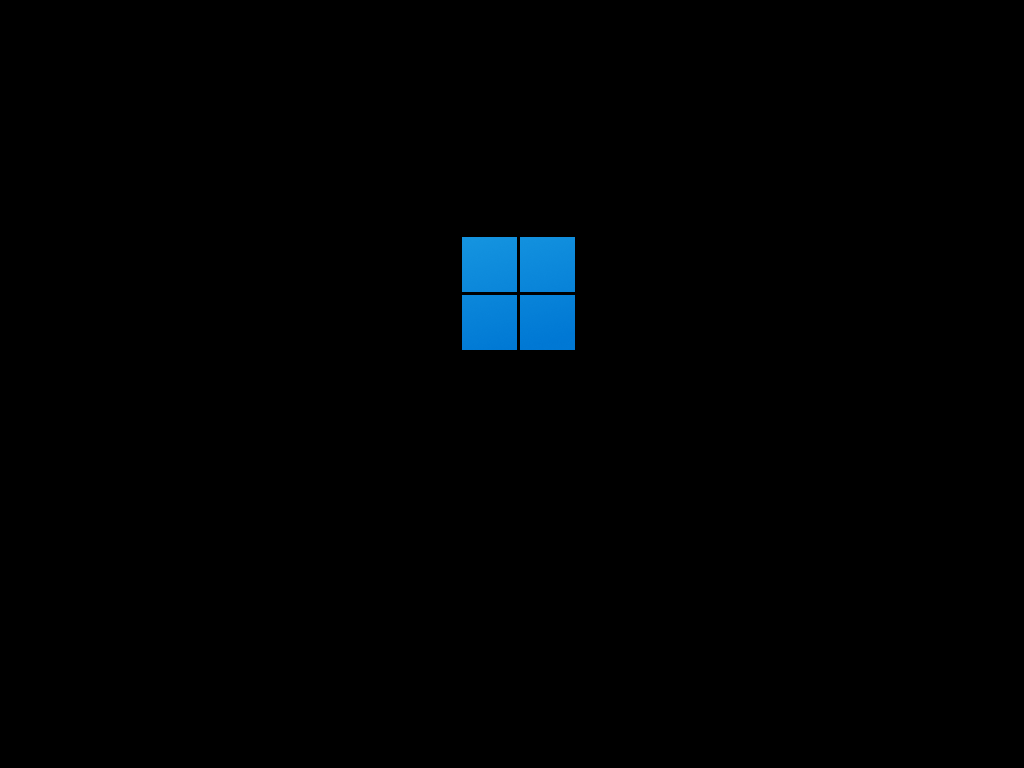
Windows 11的開機畫面

Windows 11是自2021年以来的首个主要的Windows版本，它在其前身的基础上改进了用户界面，以遵循微软新的流畅设计体系准则。重新设计的重点是易用性和灵活性，伴随着新的生产力和社交功能以及安全性和可访问性的更新，Windows 11弥补了Windows 10中的一些缺陷。
Microsoft Store作为Windows的应用程序和其他内容的统一商店，也在Windows 11中进行了重新设计。微软现在允许开发人员在Microsoft Store中发布Win32程序、渐进式网络应用程序和其他封装技术程序，以及标准的通用Windows平台应用程序。微軟計畫允許第三方應用程式商店（如Steam或Epic遊戲商城）於Microsoft Store發布各自的客戶端。適用於ARM裝置的Windows 11 on ARM支援x86-64應用程式仿真。
协作平台Microsoft Teams被集成到Windows 11中，并可通过任务栏访问（在23H2版本后不可）。默认情况下，Skype将不在操作系统中被捆绑安装。
微软声称在Windows 11在性能方面同样有所改进，例如更小的更新大小，在“任何浏览器”中网页浏览速度更快、睡眠模式唤醒更迅速以及在Windows Hello中更快地完成身份验证。
Windows 11附带基于Chromium的Microsoft Edge网页浏览器，并且不包含或支持Internet Explorer。出于向下兼容，其渲染引擎Trident仍包含在操作系统中，并且可以配置组策略以在Edge的“IE模式”下渲染列入白名单的网站（仍然使用IE的渲染引擎Trident，而不是Blink引擎）。Windows 11是自Windows 95的初始零售版本以来第一个不附带（完整版）Internet Explorer的Windows版本。
更新后的Xbox应用将与Windows 11默认一并安装。由Xbox Series X/S推出的Auto HDR以及DirectStorage技术将被集成到Windows 11中，后者需要一张支持DirectX 12的显卡和NVMe固态硬盘。

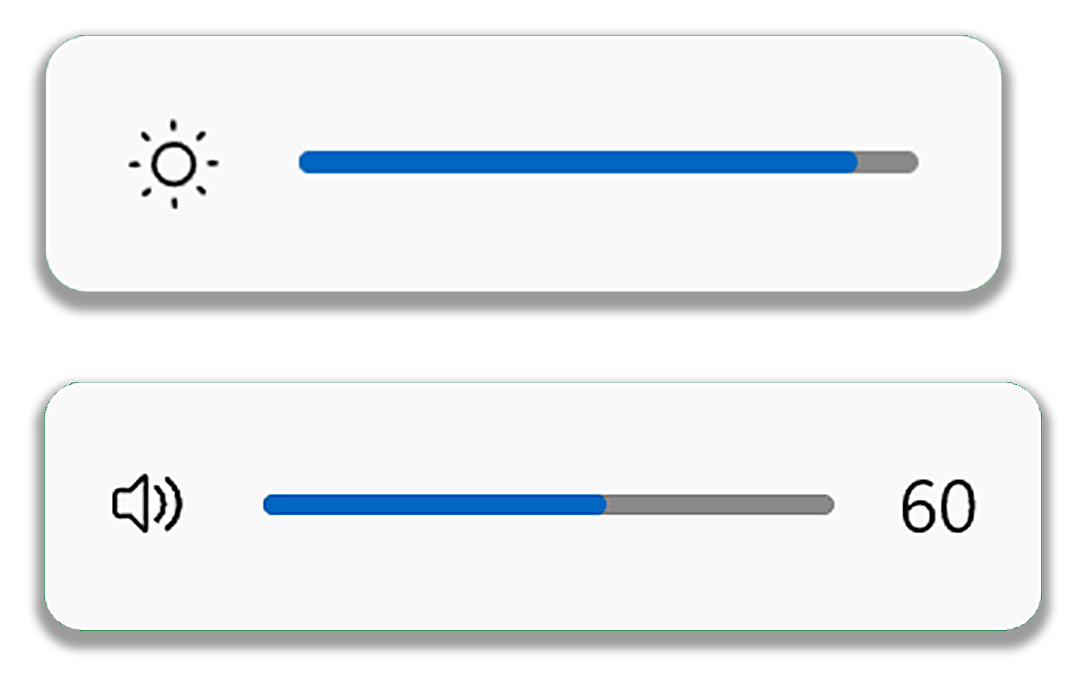
Windows 11 22H2及更高版本中控制音量和亮度的浮出控件

### 用户界面
通过流畅设计体系重新设计的界面贯穿整个操作系统；半透明、阴影和圆角在整个用户界面中都很普遍。大部分界面和开始菜单设计都从现已取消的Windows 10X中汲取了大量灵感。
开始菜单被重新设计，取消了右侧的動態磚。任务栏也被简化，在默认状态下按钮被居中，但仍保留左对齐选项，这一设计和macOS相似。任务栏被固定在屏幕的底部边缘，而不是像以前的Windows版本一样可以移动到屏幕的顶部、左侧或右侧边缘。新的小組件面板顯示所在地區的天氣和新聞、交通狀況、股市行情等信息。
任务视图在Windows 11中具有全新的设计，并支持为每个虚拟桌面设置单独的壁纸。Snap布局已通过两个附加的功能得到增强：用户可将鼠标悬停在“最大化”按钮上，它会弹出一个网格，可以让用户选择将窗口对齐到某一具体的位置上。窗口的平铺排列可以最小化并从任务栏恢复为Snap布局。
Windows 11使用了新字体Segoe UI可变版本。该字体对于高DPI的显示器的显示效果更好，而旧的Segoe UI没有考虑到这一点。系统的其他更改包括新的系统图标、声音和小组件等。大部分界面和开始菜单都从现已取消的Windows 10X中汲取了许多灵感。除此之外，文件资源管理器、鎖定畫面和Windows设置也被经过重新设计。

### 适用于Android的Windows子系统

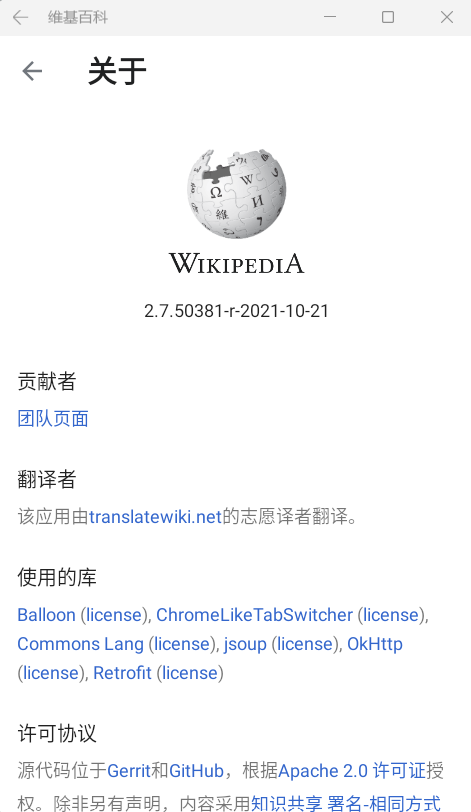
运行在基于Android的Windows子系统上的维基百科App

此功能没有包含在最初版本(21H2)，該功能於2022年2月起向部份地區的Windows 11中推出，此功能允许用户使用“适用于Android的Windows子系统（WSA）”和Android 开源项目（AOSP）在他们的设备上安装并运行Android应用。这些应用可以通过亚马逊应用商店并在Microsoft Store内取得。该功能将需要Microsoft帐户、亚马逊帐户和Windows亚马逊应用商店客户端的一次性安装。用户还可以通过APK文件或通过其它任何来源安装Android应用程序。2021年10月21日，Windows安卓子系统的第一个预览版本已提供给美国Beta通道的Windows测试人员。
2022年2月起，Android子系统的公共预览版普遍适用于所有运行Windows 11的用户。2024年3月5日，微软宣布将于2025年3月5日结束对适用于Android的Windows子系统的支持。

### 異質核心架構支援
Windows 11為Windows史上首次支援Intel Thread Director技術的系統，這是一種對异构大小核处理器（Intel稱之為P-core與E-core）的硬體調度機制。它會監視每個送入中央处理器的指令、以及根據每個核心的負載狀態，自動發配應該將當前指令工作交由哪一個核心處理。在理想情況下，通常將使用者主要工作發配到大核心，而系統背景工作則發配到小核心處理，此技術雖有助於異質核心在不同應用下之性能表現與功耗開銷管理，但在一些舊式DRM遊戲環境中，由於遊戲開發商尚未完全適配大小異質核心型態之處理器，進而造成發配不正確或未最佳化的狀況，導致遊戲無法正常運作，或無法以預期中的性能運作，此須由遊戲開發商為其發布更新解決。

### 系统安全
作为最低系统要求的一部分，Windows 11仅在具有TPM 2.0的安全协处理器的设备上运行。根据微软的说法，TPM 2.0协处理器是防止固件和硬件遭受攻击的“关键性构建模块”。此外，微软现在要求装有Windows 11的设备需包含基于虚拟化的安全性（VBS）、虚拟机管理程序保护的代码完整性（HVCI）以及内置并默认启用的安全启动。Windows 11还为受支持的Intel和AMD处理器提供硬件强制堆栈保护，以防止零日漏洞攻击。
与其前身一样，Windows 11也支持通过Windows Hello进行多因素身份验证和生物特征身份验证。

## 版本（SKU）
Windows 11有兩種主要的版本（SKU）。有提供一般消費者使用的家用版，以及附加了額外網路、安全功能（例如：BitLocker）和加入Windows網域功能的專業版。部分搭載Windows 11的裝置預設開啟「S模式」，此時使用者只能安裝Microsoft商店上的軟體。Windows 11家用版初次設定時需要網路連線，用以登入Microsoft帳戶。2022年2月，微軟表示此限制將會沿用至專業版。不过，用户可以在登录Microsoft账号时使用无法登录的账号来“登录”，从而绕过这个限制，也可以在设置过程中使用系统预留的命令来去除这一限制。
微軟於2021年11月9日發布了Windows 11 SE，主要針對教育市場中的低階裝置，同時也作為Windows 10 S的後繼者。Windows 11 SE可透過Microsoft Intune管理，並在教育工作者的意見下簡化使用者介面與減少「令人分心的事物」。例如Snap布局去除了同時擺放超過兩個應用程式的布局、每個應用程式在打開時即最大化、移除了小組件、Microsoft Edge預設能夠使用Chrome線上應用程式商店的擴充功能等。Windows 11 SE內建了一些應用程式，像是適用於Microsoft 365的Microsoft Office、Minecraft：教育版以及Flipgrid等。Windows 11 SE沒有Microsoft商店，第三方軟體須由系統管理員提供並安裝。

## 更新和支持
Windows測試人員計畫於Windows 10過渡，帶有的預發行版本分為「Canary 金絲雀」、「Dev 開發者」（用於測試未來功能更新的功能的不穩定版本）、「Beta 測試」（用於下一次功能更新的測試版本；與Dev通道相比相對穩定）和「發布預覽」（用於對即將到來的功能更新進行最終測試的預發行版本）通道。
截至2021年6月，微軟計劃為Windows 11每年提供一個版本。對於每個版本，微軟計劃為企業版提供36個月的支持，而對家用版和專業版提供24個月的支持。Windows 11整體或將繼續遵循微軟的傳統生命周期政策，在發布後提供5年的主流支援及5年的延伸支持，在主流支持期間不斷提供具有新功能的新版本，並在延伸支持結束前保持維護至少一個Windows 11版本。
| 版本                                 | 開發代號      | 市場代號    | 組建  | 發行日期   | 終止支援日期                                | 終止支援日期                  | 終止支援日期 | 終止支援日期 |
| 版本                                 | 開發代號      | 市場代號    | 組建  | 發行日期   | GAC                                         | GAC                           | LTSC         | LTSC         |
| 版本                                 | 開發代號      | 市場代號    | 組建  | 發行日期   | - 家用版 專業版 - 專業教育版 - 工作站專業版 | - 教育版 - 企業版 - IoT企業版 | 企業版       | IoT企業版    |
| ------------------------------------ | ------------- | ----------- | ----- | ---------- | ------------------------------------------- | ----------------------------- | ------------ | ------------ |
| 21H2                                 | Sun Valley    | 不適用      | 22000 | 2021/10/04 | 2023/10/10                                  | 2024/10/08                    | 不適用       | 不適用       |
| 22H2                                 | Sun Valley 2  | 2022 Update | 22621 | 2022/09/20 | 2024/10/08                                  | 2025/10/14                    | 不適用       | 不適用       |
| 23H2                                 | Sun Valley 3  | 2023 Update | 22631 | 2023/10/31 | 2025/11/11                                  | 2026/11/10                    | 不適用       | 不適用       |
| 24H2                                 | Hudson Valley | 2024 Update | 26100 | 2024/10/01 | 2026/10/13                                  | 2027/10/12                    | 2029/10/09   | 2034/10/10   |
| 格式：舊版本舊版本，仍被支援当前版本 |               |             |       |            |                                             |                               |              |              |
| 注釋: 1. 2. 3. 4. 5. 6. 7.           |               |             |       |            |                                             |                               |              |              |

## 支持的語言
在Windows 11推出之前，OEM（以及移动运营商）和企业提供了两种设备映像选项：基于组件的服务lp.cab文件（用于在首次启动时预先加载的语言）和本地体验包。appx文件（适用于支持的PC上可下载的语言）。38种完全本地化的语言包（LP）语言以lp.cab和.appx包的形式提供，而其余72种部分本地化的语言界面包（LIP）语言仅以.appx包的形式提供。
在Windows 11中该过程发生了变化。添加了五种新的LP语言—加泰罗尼亚语、巴斯克语、加利西亚语、印度尼西亚语和越南语——使LP语言的总数达到43种。此外，这43种语言只能使用lp.cab包进行成像。这是为了确保完全支持的语言映像和累积更新体验。
其余67种基于LXP的LIP语言将转向自助服务模式，并且只能由Windows用户自己通过Microsoft Store和Windows设置应用程序添加，而不能在Windows映像过程中添加。任何用户，不仅仅是管理员，现在都可以添加显示语言及其功能，这可以帮助业务环境中的用户，但是这些语言（LP和LIP）的确切选项仍然取决于OEM和移动运营商。

### 可用语言
这些语言是预先加载或可供下载的，取决于OEM、购买地区和移动运营商。
关于列出的每个制造商，如果该语言在至少一个地区受支持或可供下载则显示是，在任何地区不支持则显示否。
| 语言/地区                | 中文翻译           | Surface | Samsung | HP | Lenovo | Asus | Acer | Dell | LG |
| ------------------------ | ------------------ | ------- | ------- | -- | ------ | ---- | ---- | ---- | -- |
| Català                   | 加泰罗尼亚语       | 否      | 是      | 是 | 是     | 是   | 是   | 是   | 是 |
| Čeština                  | 捷克语             | 是      | 是      | 是 | 是     | 是   | 是   | 是   | 是 |
| Dansk                    | 丹麦语             | 是      | 是      | 是 | 是     | 是   | 是   | 是   | 是 |
| Deutsch                  | 德语               | 是      | 是      | 是 | 是     | 是   | 是   | 是   | 是 |
| Eesti                    | 爱沙尼亚语         | 是      | 是      | 是 | 是     | 是   | 是   | 是   | 是 |
| English (Australia)      | 英语（澳大利亚）   | 是      | 是      | 是 | 是     | 是   | 是   | 是   | 是 |
| English (Canada)         | 英语（加拿大）     | 是      | 是      | 是 | 是     | 是   | 是   | 是   | 是 |
| English (United Kingdom) | 英语（英国）       | 是      | 是      | 是 | 是     | 是   | 是   | 是   | 是 |
| English (United States)  | 英语（美国）       | 是      | 是      | 是 | 是     | 是   | 是   | 是   | 是 |
| Español (España)         | 西班牙语（西班牙） | 是      | 是      | 是 | 是     | 是   | 是   | 是   | 是 |
| Español (México)         | 西班牙语（墨西哥） | 是      | 是      | 是 | 是     | 是   | 是   | 是   | 是 |
| Euskara                  | 巴斯克语           | 否      | 是      | 否 | 是     | 否   | 是   | 是   | 是 |
| Français (Canada)        | 法语（加拿大）     | 是      | 是      | 是 | 是     | 是   | 是   | 是   | 是 |
| Français (France)        | 法语（法国）       | 是      | 是      | 是 | 是     | 是   | 是   | 是   | 是 |
| Galego                   | 加利西亚语         | 否      | 是      | 否 | 是     | 否   | 是   | 是   | 是 |
| Hrvatski                 | 克罗地亚语         | 是      | 是      | 是 | 是     | 是   | 是   | 是   | 是 |
| Indonesia                | 印度尼西亚语       | 否      | 是      | 是 | 是     | 是   | 是   | 是   | 是 |
| Italiano                 | 意大利语           | 是      | 是      | 是 | 是     | 是   | 是   | 是   | 是 |
| Latviešu                 | 拉脱维亚语         | 是      | 是      | 是 | 是     | 是   | 是   | 是   | 是 |
| Lietuvių                 | 立陶宛语           | 是      | 是      | 是 | 是     | 是   | 是   | 是   | 是 |
| Magyar                   | 匈牙利语           | 是      | 是      | 是 | 是     | 是   | 是   | 是   | 是 |
| Nederlands               | 荷兰语             | 是      | 是      | 是 | 是     | 是   | 是   | 是   | 是 |
| Norsk bokmål             | 书面挪威语         | 是      | 是      | 是 | 是     | 是   | 是   | 是   | 是 |
| Polski                   | 波兰语             | 是      | 是      | 是 | 是     | 是   | 是   | 是   | 是 |
| Português (Brasil)       | 葡萄牙语（巴西）   | 是      | 是      | 是 | 是     | 是   | 是   | 是   | 是 |
| Português (Portugal)     | 葡萄牙语（葡萄牙） | 是      | 是      | 是 | 是     | 是   | 是   | 是   | 是 |
| Română                   | 罗马尼亚语         | 是      | 是      | 是 | 是     | 是   | 是   | 是   | 是 |
| Slovenčina               | 斯洛伐克语         | 是      | 是      | 是 | 是     | 是   | 是   | 是   | 是 |
| Slovenščina              | 斯洛文尼亚语       | 是      | 是      | 是 | 是     | 是   | 是   | 是   | 是 |
| Srpski                   | 塞尔维亚语         | 否      | 是      | 是 | 是     | 是   | 是   | 是   | 是 |
| Suomi                    | 芬兰语             | 是      | 是      | 是 | 是     | 是   | 是   | 是   | 是 |
| Svenska                  | 瑞典语             | 是      | 是      | 是 | 是     | 是   | 是   | 是   | 是 |
| Tiếng Việt               | 越南语             | 否      | 是      | 是 | 是     | 是   | 是   | 是   | 是 |
| Türkçe                   | 土耳其语           | 是      | 是      | 是 | 是     | 是   | 是   | 是   | 是 |
| Ελληνικά                 | 希腊语             | 是      | 是      | 是 | 是     | 是   | 是   | 是   | 是 |
| Български                | 保加利亚语         | 是      | 是      | 是 | 是     | 是   | 是   | 是   | 是 |
| Русский                  | 俄语               | 否      | 是      | 是 | 是     | 是   | 是   | 是   | 是 |
| Українська               | 乌克兰语           | 否      | 是      | 是 | 是     | 是   | 是   | 是   | 是 |
| עברית                    | 希伯来语           | 否      | 是      | 是 | 是     | 是   | 是   | 是   | 是 |
| العربية                  | 阿拉伯语           | 是      | 是      | 是 | 是     | 是   | 是   | 是   | 是 |
| ไทย                      | 泰语               | 是      | 是      | 是 | 是     | 是   | 是   | 是   | 是 |
| 한국어                   | 朝鲜语             | 是      | 是      | 是 | 是     | 是   | 是   | 是   | 是 |
|                          | 中文（简体）       | 是      | 是      | 是 | 是     | 是   | 是   | 是   | 是 |
|                          | 中文（繁體）       | 是      | 是      | 是 | 是     | 是   | 是   | 是   | 是 |
|                          | 中文（香港）       | 是      | 是      | 是 | 是     | 是   | 是   | 是   | 是 |
| 日本語                   | 日语               | 是      | 是      | 是 | 是     | 是   | 是   | 是   | 是 |

#### Surface
以下语言在所有2021年及更新的Surface设备不分地区可供下载：
- 丹麦语
- 德语
- 英语（澳大利亚）
- 英语（加拿大）
- 英语（英国）
- 英语（美国）
- 西班牙语（西班牙）
- 西班牙语（墨西哥）
- 法语（加拿大）
- 法语（法国）
- 意大利语
- 荷兰语
- 挪威语
- 波兰语
- 芬兰语
- 瑞典语
- 日语

除上述语言外，这些附加语言仅在其各自市场上可供下载：
- 美洲：葡萄牙语（巴西）
- EMEA：捷克语、爱沙尼亚语、克罗地亚语、拉脱维亚语、立陶宛语、匈牙利语、葡萄牙语（葡萄牙）、罗马尼亚语、斯洛伐克语、斯洛文尼亚语、土耳其语、希腊语、保加利亚语、阿拉伯语
- 亚太地区：泰语、韩语、中文（简体）、中文（繁体）、中文（香港）

## 硬件需求
| 硬件元件                  | 最低規格 |
| ------------------------- | --- |
| 處理器                    | 在兼容的64位元處理器（x86-64或ARM64）或單晶片系統（SoC），具備1GHz以上並配備2個以上的核心                                                 |
| 記憶體（RAM）             | 4GB以上 |
| 儲存空間                  | 64GB以上儲存空間的裝置 |
| 系統韌體                  | UEFI |
| 安全                      | 默认启用通过证书认证的安全启动功能 |
| 安全                      | 可信平台模块（TPM）版本2.0 |
| 顯示卡                    | 兼容於DirectX 12或更新版本（包含WDDM 2.0驅動程式）                                                                                        |
| 顯示器                    | 高清（720p）且大於9吋的螢幕，每個色彩通道8位元                                                                                            |
| 互聯網連線和Microsoft帳戶 | Windows 11家用版（自版本22H2起添加了專業版）需要互聯網連線能力和Microsoft帳戶，才能完成裝置首次使用的設定。但仍可通过命令提示符跳过联网。 |

| 功能                                                                 | 需求                                                                           |
| -------------------------------------------------------------------- | ------------------------------------------------------------------------------ |
| 5G支援                                                               | 支援5G的數據機                                                                 |
| 自動HDR                                                              | HDR螢幕                                                                        |
| BitLocker To Go                                                      | 隨身碟（在Windows專業版以上的版本提供）                                        |
| Hyper-V                                                              | 第二層位址轉譯（SLAT）（在Windows專業版以上的版本提供）                        |
| DirectStorage                                                        | NVMe SSD                                                                       |
| DirectX 12 Ultimate                                                  | 與支援的遊戲和顯示卡一起提供                                                   |
| 空間音效                                                             | 支援的硬件和軟件                                                               |
| 雙因素驗證                                                           | 使用PIN、生物特徵辨識或是具有Wi-Fi或藍牙功能的手機                             |
| 語音辨識                                                             | 麥克風                                                                         |
| Wi-Fi 6E支援                                                         | 新版WLAN IHV硬件和驅動程式以及支援Wi-Fi 6E的AP/路由器                          |
| 生物特徵辨識驗證和Windows Hello                                      | 紅外線影像相機或指紋辨識器                                                     |
| Windows投影                                                          | 支援WDDM 2.0以及Wi-Fi Direct的Wi-Fi介面卡                                      |
| 適用於Android的Windows子系統（公共預覽版，將於2025年3月5日停止支援） | 受支援的處理器和SSD 8GB以上的記憶體（最低需滿足） 16GB以上的記憶體（建議配置） |

Windows 11的基本系統需求與Windows 10大不相同。Windows 11僅支援64位元系統（例如使用X86-64或ARM64處理器）；對IA-32處理器已不再支援。S模式僅支援Windows 11 家用版。截至2021年8月，官方支援的處理器列表包括英特爾酷睿第8代及更高版本、AMD Zen+及更高版本，高通驍龍850及更高版本的處理器。兼容性列表還包括銳龍1000系列處理器的“AF”修訂版和英特爾酷睿少數的第7代處理器，儘管僅適用於附帶基於DCH的驅動程式的設備。
對傳統BIOS已不再支援；現在需要具有安全開機和信賴平台模組（TPM）2.0安全協同處理器的UEFI系統。特別是TPM需求因為許多主機板不支援TPM，或者需要將兼容的TPM模組物理安裝到主機板上而導致混亂。許多較新的處理器還包括在處理器級別實現的TPM，其中AMD稱之為“fTPM”，英特爾則稱之為“平台信任技術”（PTT），預設禁用且需要修改電腦UEFI韌體中的設定，或更改默認設定以反映這些需求的UEFI韌體更新。
原始设备制造商在獲得微軟批准後仍然可以運送沒有TPM 2.0協同處理器的電腦。不支援的處理器的設備不會被阻止安裝或執行Windows 11，但因為Windows Update不會從Windows 10提供升級，必須使用ISO安裝媒體執行全新安裝或升級。此外，用戶還必須接受螢幕上的免責聲明，聲明他們將無權接收更新，以及在不支援的組態上使用Windows 11造成的損壞不在製造商的保修範圍內。一些第三方軟件可能會拒絕在不支援的Windows 11配置上執行。

## 評價

### 預發行
Windows 11發布後所獲得的評價是正面的，評論家稱讚了新的設計和生產力功能。然而，微軟因對Windows 11的最低系統需求造成混淆而受到批評。微軟最初發布而增加的系統需求（與Windows 10相比）可能會導致多達60%的現有Windows 10電腦無法升級到Windows 11。儘管有官方需求，但通過編輯安裝媒體，Windows 11的預發布版可以安裝在基於舊版BIOS且沒有安全開機或TPM 2.0的系統上。這已被視為證明許多新需求是出於商業原因人為施加的，並不是Windows 11功能的真正技術需求。尤其是隨著Windows 10的逐步淘汰，數百萬台舊電腦（其中許多仍滿足用戶的需求但不符合Windows 11的需求）轉變為電子垃圾對環境的影響受到了大量批評。Windows 11 家用版也因需要Microsoft帳戶和互聯網連線需求才能完成首次設置而受到批評。

### 正式发行
Ars Technica的安德鲁·坎宁安称赞了Windows 11视觉设计的改进。他说Windows 11新的“Mica”外观设计令人联想到iOS和macOS的外观，并认为微软已经作出了“认真的努力”来使Windows 11的方方面面在视觉上都更加一致。此外，他还称赞了Windows 11的窗口管理、性能（不比Windows 10优秀）和其他“有益的调整”，以及Windows 11的系统要求使公众更加关注现代PC上的硬件安全功能。不过，他也批评了Windows 11缺乏第三方内容支持的小组件（因此也仅局限于Microsoft服务）、任务栏功能和相关自定义的局限、无法轻松选择默认应用程序，以及对处理器兼容性标准的不明确。坎宁安总结道：“当我深入研究了Windows 11并对它变得了若指掌后，我对它更加热情了”，但同时，它仍然面临着与Windows Vista和Windows 8相似的“公众认知”问题。不过他指出，11在发布时并没有出现Vista那么多的性能问题和bug，也没有出现8那样的“脱节”；他还建议不确定是否升级的用户应该等待后续的补丁，或者留在Windows 10上。
The Verge的汤姆·沃伦将Windows 11比作正在装修中的房子，但“实际上过去几个月中使用Windows 11的过程并没有像我预期的那样充满争议”。他称赞Windows 11中更新的用户界面更加现代了——让人不由得联想到iOS和Chrome OS，新的开始菜单也比Windows 10更加简洁，部分应用程序也得到了更新。沃伦指出，他本人很少使用小组件面板和Microsoft Teams，理由是他更喜欢Windows 10中的天气显示，并且也不需要Teams来进行交流。他还承认了Microsoft Store的扩展包括了更多“传统”桌面应用程序。然而，他觉得Windows 11仍然是一个半成品，并指出了UI不一致（例如黑暗模式和右键菜单的设计在所有对话框和应用程序中的表现并不统一）、任务栏功能的倒退（包括无法移动它、把文件拖到任务栏图标上以及在多显示器中设置只在主显示器上显示时钟等）以及所承诺的功能在初始版本中不存在（如动态刷新率和通用麦克风静音按钮）。总体而言，他得出的结论是“我不会急着把Windows 11给升级了，但我以后总会升的。毕竟，Windows 11仍然给人很熟悉的感觉，并且即使所有的UI都更改了，它也与陪伴了我们几十年的Windows别无二致。”
《个人电脑世界》更为挑剔，认为Windows 11“为个体牺牲了生产力，但仍缺乏凝聚力”；杂志评论了诸如无法在Windows 11 家庭版上使用离线账户、任务栏倒退、“功能性更差了”的开始菜单、Microsoft Teams集成影响隐私保护并强制用户切换到该服务、文件资源管理器把常用功能隐藏到不清楚的图标之下、使用“极其下流”的手段来阻止从Microsoft Edge更改默认浏览器等问题，以及“据说比Windows 10反应更慢、更迟钝、更笨重”。杂志得出的结论是Windows 11“感觉还是实用和高效的，但在许多方面不如其前身”，而主打的功能要么“隐藏的更深”，要么需要特定的硬件（DirectStorage、Auto HDR），或者在正式发布时仍不可用（Android应用支持）。